# Schloss Vranov nad Dyjí

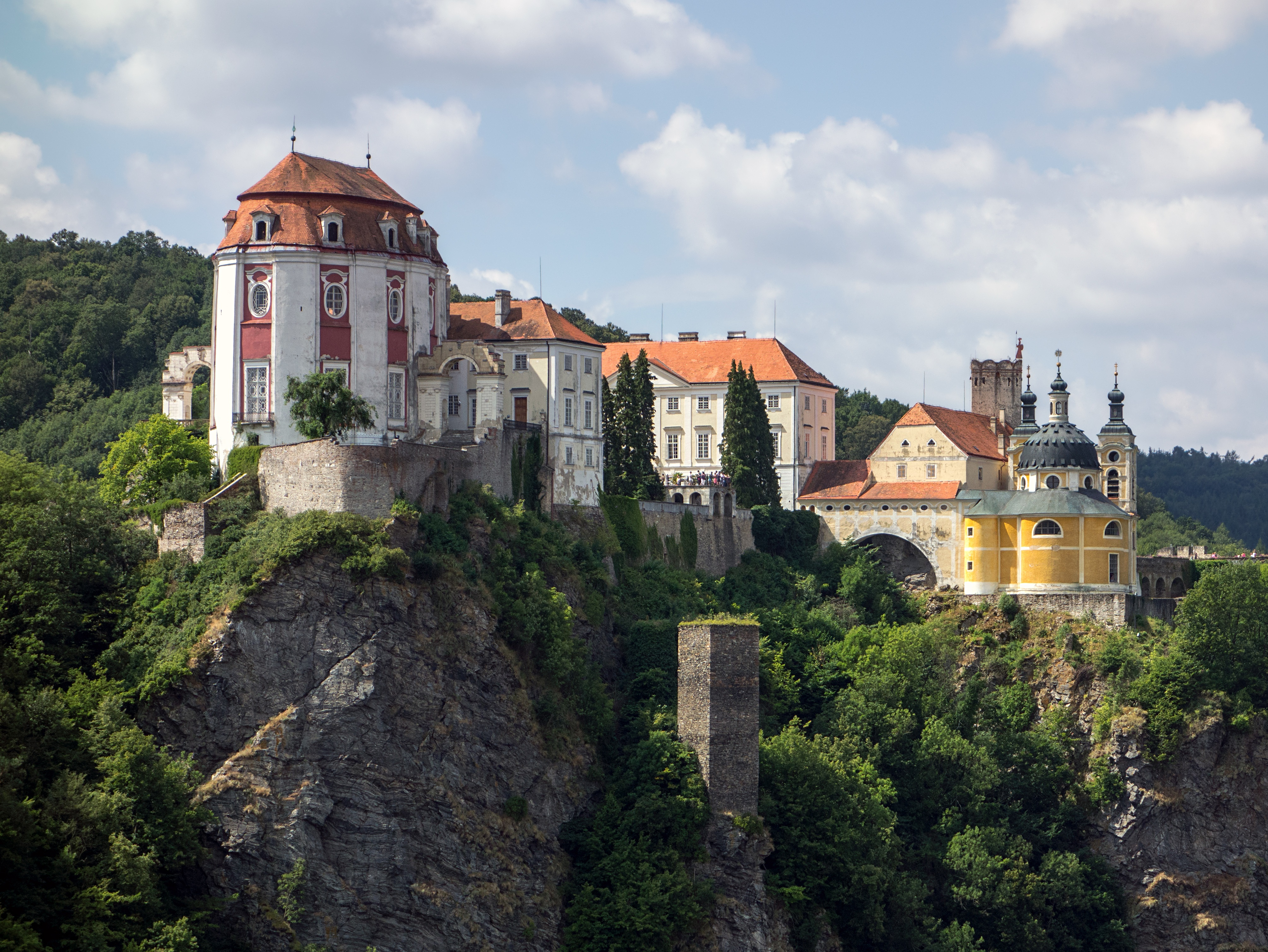
Das Schloss Vranov nad Dyjí

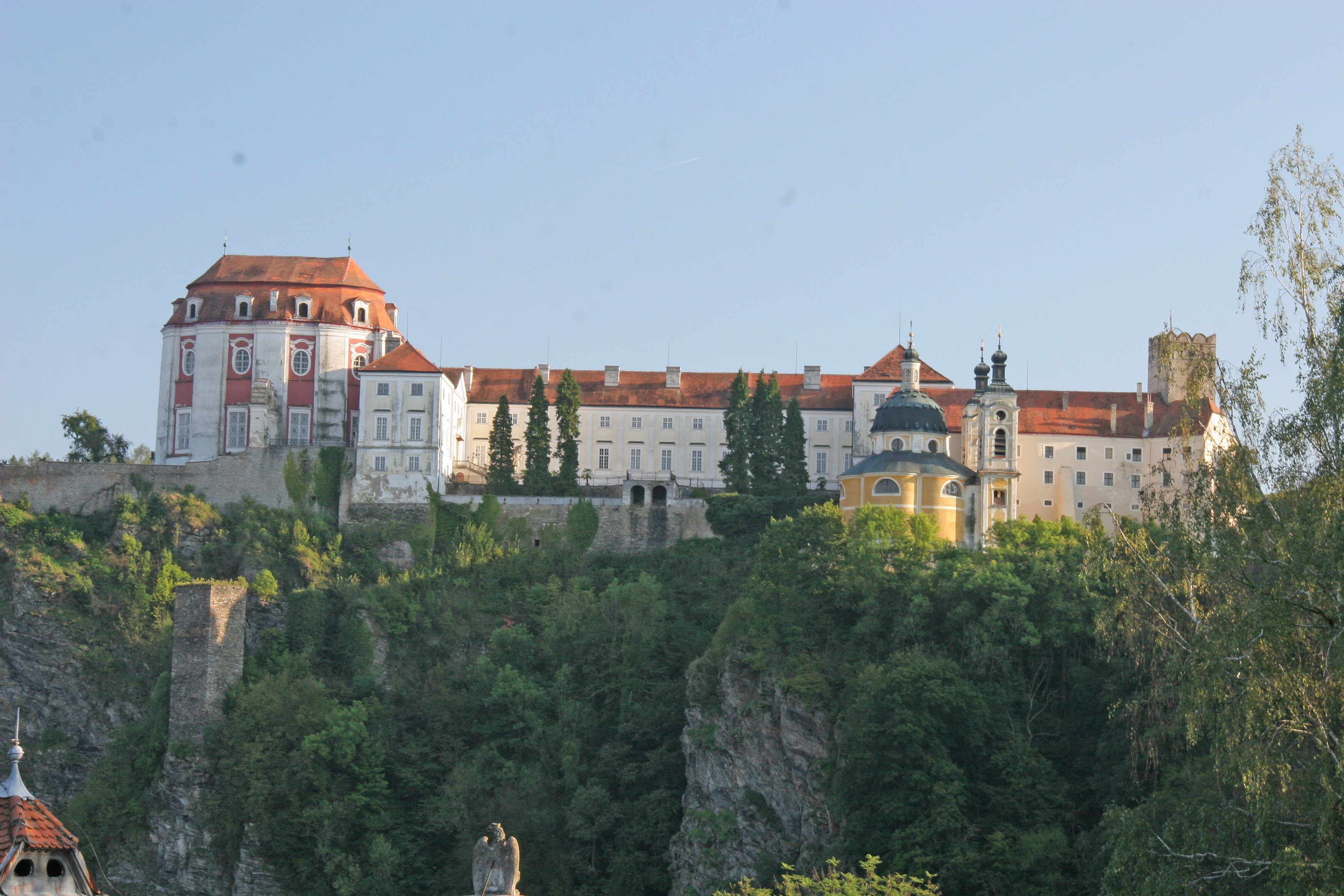

Das Schloss Vranov nad Dyjí (deutsch: Frain) gehört zur Gemeinde Vranov nad Dyjí im Okres Znojmo in Mähren (Tschechien). Es liegt an der Thaya, 18 km westlich von Znaim im Vöttauer Hügelland.

## Geschichte
Das Schloss Vranov steht an der Stelle einer landesfürstlichen Burg, die der Landesverteidigung gegenüber Österreich diente. Sie wurde von Herzog Břetislav I. errichtet und erstmals um das Jahr 1100 in der Chronica Boemorum erwähnt.
Die Burg und die Herrschaft Vranov befand sich seit 1323 im Besitz des Heinrich von Leipa und gelangte an die Herren von Lichtenburg, denen auch die benachbarten Burgen Vöttau und Zornstein gehörten. Seit Anfang des 16. Jahrhunderts war sie im Besitz von Arkleb von Boskowitz, Johann von Pernstein, Sidonius von Lomnitz, Wolf Kraiger von Kraigk sowie der Herren von Dietrichstein.
1614 wurden Burg und Herrschaft Frain von Wolf Dietrich von Althann erworben, dessen Besitzungen wegen seiner Beteiligung am Ständeaufstand nach der Schlacht am Weißen Berg vom Kaiser konfisziert wurden. Seit 1629 gehörten sie Johann Ernst von Scherfenberg und nach 1665 den Grafen Starhemberg. Unter ihnen wurde die Burg Frain nochmals baulich verändert.
1680 erwarb der Reichsgraf Michael Johann von Althann Burg und Herrschaft Frain. Er veranlasste den Umbau der Burg zu einem herrschaftlichen Barockschloss nach Plänen des Wiener Hofarchitekten Johann Bernhard Fischer von Erlach. Sie wurden 1687–1695 verwirklicht. Entstanden ist u. a. der Ahnensaal mit ovalem Grundriss und einer Kuppel. Die Standbilder bedeutender Althanner für die Wandnischen schuf der Wiener Bildhauer Tobias Kracker, die Fresken Johann Michael Rottmayr. 1699–1700 entstand die Schlosskapelle der Hl. Dreifaltigkeit, in der sich die Gruft der Familie Althann befindet. Die Gemälde der Kapelle schuf Ignaz Heinitz von Heinzenthal. Althanns Schwiegertochter Maria Anna, geb. Pignatelli, veranlasste nach 1722 den Bau des dreiflügeligen Schlossgebäudes, dessen Entwurf vermutlich vom Hofarchitekten Anton Erhard Martinelli stammte. Unter ihrer Herrschaft wurden im Ehrenhof zwei Statuengruppen aufgestellt, die vermutlich Lorenzo Mattielli schuf. Sie sollen ein Geschenk des Kaisers Karl VI. sein.

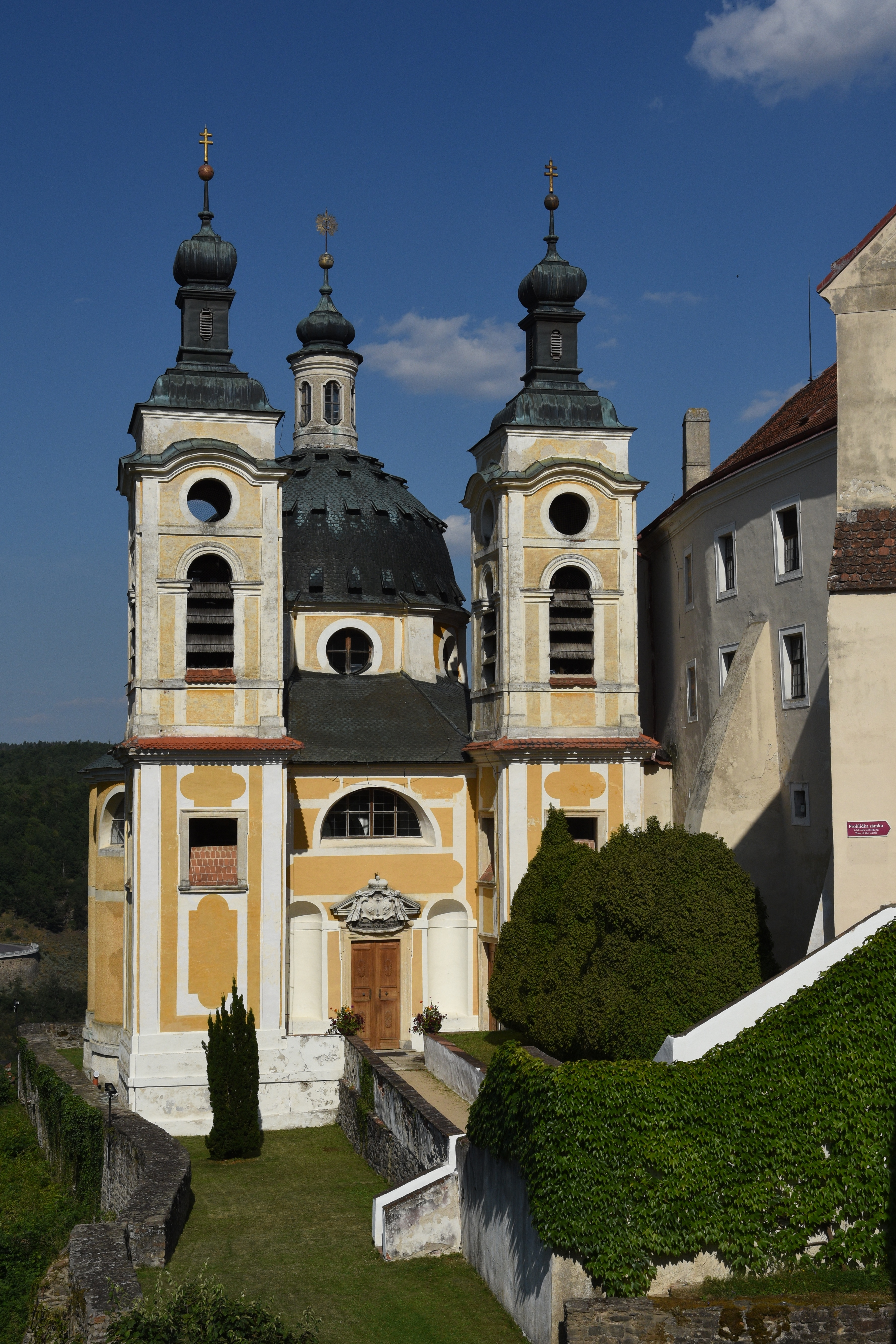
Die Schlosskapelle

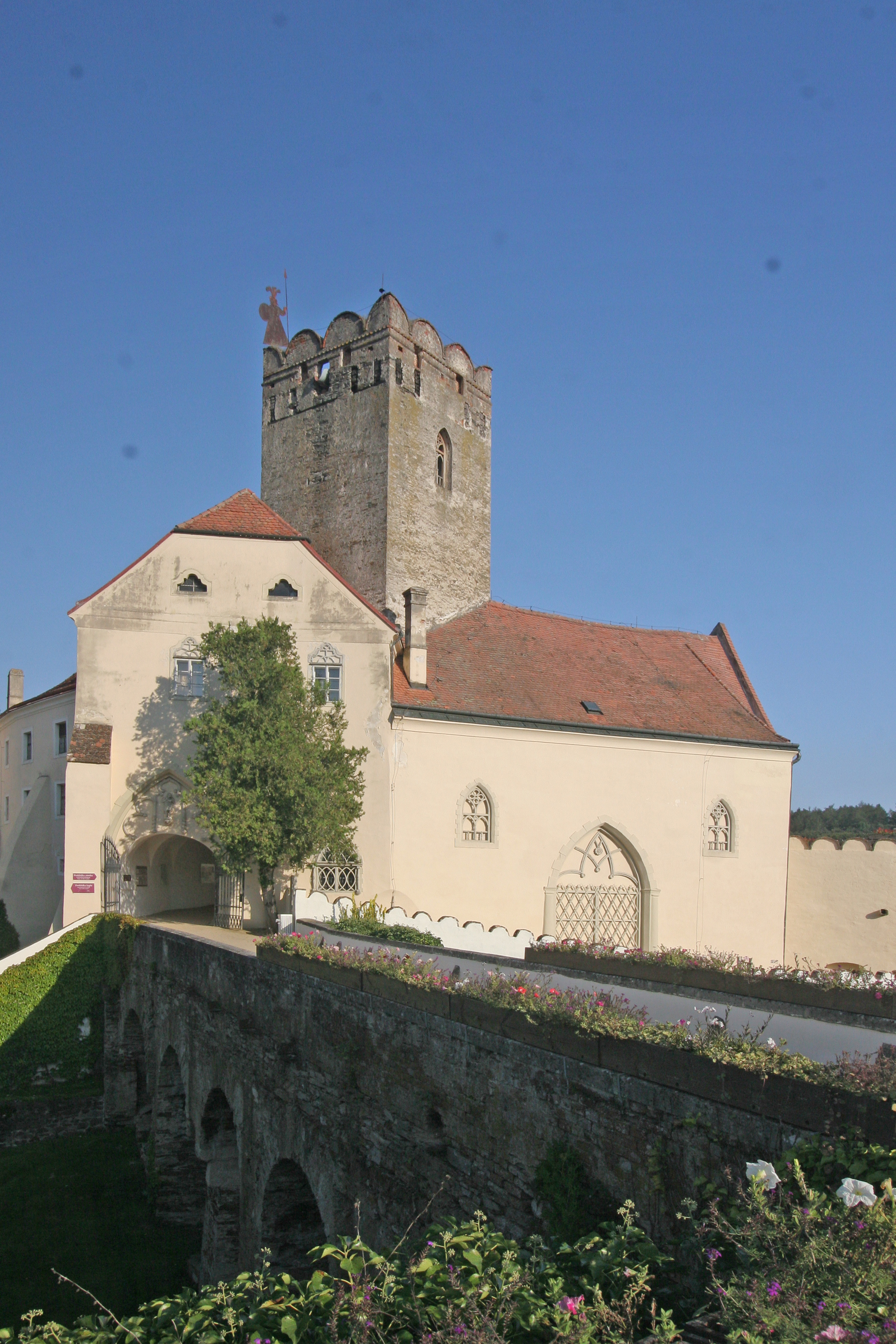
Portal

Michael Josef von Althann, dem seit 1774 die Herrschaft Frain gehörte, veranlasste weitere Umbauten des Schlosses. Das Schloss wurde mit künstlerisch hochwertigem Stuck, die Wände mit kostbaren Tapeten und Gemälden verziert. Vor dem Ahnensaal wurde eine Terrasse gestaltet und mit Triumphbögen geschmückt, in denen Büsten von Sokrates und der Pallas Athene aufgestellt wurden. Mit diesen Umbauten verschuldete sich Michael Josef von Althann so sehr, dass seine Besitzungen 1793 in Konkurs gerieten. Aus der Konkursmasse erwarb der Prager Advokat Johann Hilgartner von Lilienborn Schloss und Herrschaft Frain. Er veranlasste die Anlage eines Schlossparks mit künstlichen Grotten, Statuen und Wasserläufen. Auch die Pferdeställe und Wagenhäuser vor dem Schlosseingang gehen auf ihn zurück.
Anfang des 19. Jahrhunderts erwarb der polnische Aristokrat Stanisław Mniszek das Herrschaftsgut. Er veranlasste an der Schlossfassade Änderungen im Stil der Neugotik und künstlerisch wertvolle Wandmalereien im westlichen Schlossflügel. Unter den Mnischek und den mit ihnen verwandten Stadnicki, denen das Schloss seit 1876 gehörte, wurde eine Schlossbibliothek gegründet und Theater und Musik gefördert und im Schloss aufgeführt.
Während der Zeit des Protektorats werden Schloss und Gutsherrschaft des Adam Stadnicky beschlagnahmt und an den deutschen Baron Gebhard von der Wense-Mörse verkauft. Er wurde nach dem Ende des Zweiten Weltkriegs enteignet, das Schloss ging in staatlichen Besitz über. In den 1970er Jahren erfolgte eine umfassende Renovierung des Schlosses.
Neben dem Ahnensaal und der Schlosskapelle können weitere Räume besichtigt werden, deren Inneneinrichtung aus dem 18. und 19. Jahrhundert stammt. Ausgestellt werden auch Exponate der Frainer Keramikmanufaktur.
1993 diente das Schloss als Drehort für den Film Des Kaisers neue Kleider mit Harald Juhnke. Ebenso wurde der Action-Thriller Triple X mit Vin Diesel zu großen Teilen auf Schloss Vranov gedreht.